# Specie italiane di Jacobaea
La voce elenca le specie della flora spontanea italiana del genere Jacobaea.

## Elenco delle specie italiane diJacobaea
- Jacobaea abrotanifolia Moench
- Jacobaea alpina (L.) Moench
- Jacobaea ambigua (Biv.) Pelser & Veldkamp
- Jacobaea aquatica (Hill) G.Gaertn., B.Mey. & Scherb.
- Jacobaea candida (C.Presl) B.Nord. & Greuter
- Jacobaea carniolica (Willd.) Schrank
- Jacobaea delphiniifolia (Vahl) Pelser & Veldkamp
- Jacobaea disjuncta (Flatscher, Schneew. & Schönsw.) Galasso & Bartolucci
- Jacobaea erratica (Bertol.) Fourr.
- Jacobaea erucifolia (L.) G.Gaertn., B.Mey. & Scherb.
- Jacobaea gibbosa (Guss.) B.Nord. & Greuter
- Jacobaea incana (L.) Veldkamp
- Jacobaea insubrica (Chenevard) Galasso & Bartolucci
- Jacobaea lycopifolia (Desf. ex Poir.) Greuter & B.Nord.
- Jacobaea maritima (L.) Pelser & Meijden
- Jacobaea paludosa (L.) G.Gaertn., B.Mey. & Scherb.
- Jacobaea persoonii (De Not.) Pelser
- Jacobaea samnitum (Nyman) B.Nord. & Greuter
- Jacobaea subalpina (W.D.J.Koch) Pelser & Veldkamp
- Jacobaea uniflora (All.) Veldkamp
- Jacobaea vulgaris Gaertn.

## Visione sinottica del genere
L’elenco seguente utilizza in parte il sistema delle chiavi analitiche (vengono cioè indicate solamente quelle caratteristiche utili a distingue un taxon dall'altro):
- 1A: la lamina delle foglie inferiori è cordata alla base;

Aggregato di Jacobaea alpina (vedi più avanti).
- 1B: la lamina delle foglie inferiori è acuta, ottusa, troncata o auricolata (ma mai cordata);

- 2A: il fusto e le foglie si presentano bianco-tomentose;

- 3A: la base delle piante è legnosa; le piante sono alte da 3 a 10 dm;

Complesso di Jacobaea maritima  (vedi più avanti).
- 3B: il portamento delle piante è erbaceo; le piante sono alte da 3 a 20 cm;

- 4A: le sinflorescenze si compongono di numerosi capolini in formazioni corimbose; le brattee involucrali sono da 6 a 12; le foglie inferiori sono pennate;

Complesso di Jacobaea incana: i fiori ligulati sono presenti;  (vedi più avanti).
Jacobaea persoonii (De Not.) Pelser - Senecio di Persoon: i fiori ligulati sono assenti; l'altezza massima della pianta è di 8 - 20 cm; il ciclo biologico è perenne; la forma biologica è emicriptofita scaposa (H scap); il tipo corologico è Endemico / Ovest Alpico; l'habitat tipico sono le rupi silicee; in Italia è una specie molto rara e si trova in Piemonte fino ad una quota tra 1.800 e 2.300 m s.l.m..
- 4B: le sinflorescenze si compongono di un unico capolino; le brattee involucrali sono circa 20; le foglie inferiori sono intere;

Jacobaea uniflora (All.) Veldkamp - Senecio unifloro: i fiori ligulati sono da 7 a 16; l'altezza massima della pianta è di 3 - 12 cm; il ciclo biologico è perenne; la forma biologica è emicriptofita scaposa (H scap); il tipo corologico è Endemico / Ovest Alpico; l'habitat tipico sono i pascoli alpini e le creste ventose; in Italia è una specie rara e si trova nelle Alpi occidentali fino ad una quota tra 1.900 e 2.800 m s.l.m..
- 2B: le piante sono verdi e glabre (un tomento è presente solo sulle piante giovani):

- 5A: le foglie sono intere con bordi dentati o serrati;

Jacobaea paludosa (L.) G.Gaertn., B.Mey. & Scherb. - Senecio palustre: l'altezza massima della pianta è di 5 - 15 cm; il ciclo biologico è perenne; la forma biologica è elofita (He); il tipo corologico è Euro-Siberiano; l'habitat tipico sono le paludi oligotrofe; in Italia è una specie molto rara e si trova an Nord fino ad una quota di 600 m s.l.m..
- 5B: le foglie 1-2-pennatifide (soprattutto quelle inferiori);

- 6A: l'involucro ha 13 brattee interne e da 1 a 9 esterne;

Complesso di Jacobaea erucifolia (vedi più avanti).
- 6B: l'involucro ha 21 brattee interne e da 6 a 12 esterne;

Jacobaea abrotanifolia Moench - Senecio abrotanino: gli acheni sono lisci e glabri; l'altezza massima della pianta è di 10 - 25 cm; il ciclo biologico è perenne; la forma biologica è camefita suffruticosa (Ch suffr); il tipo corologico è Endemico / Est Alpico / Dinarico; l'habitat tipico sono i pascoli alpini e le brughiere ad arbusteti nani; in Italia è una specie comune e si trova nelle Alpi fino ad una quota tra 1.600 e 2.400 m s.l.m..
Jacobaea delphinifolia  (Vahl) Pelser & Veldkamp - Senecio granuloso: gli acheni sono granulosi e pelosi all'apice; l'altezza massima della pianta è di 3 - 6 dm; il ciclo biologico è annuo; la forma biologica è terofita scaposa (T scap); il tipo corologico è Sud Ovest Mediterraneo; l'habitat tipico sono gli incolti aridi; in Italia è una specie rara e si trova al Centro e al Sud fino ad una quota 500 m s.l.m..

### Aggregato diJacobaea alpina
Questo gruppo è caratterizzato da grandi piante con foglie a lamina ovata o cordata e infiorescenze con numerosi capolini. Questo aggregato forma popolamenti compatti nelle schiarite boschive. In realtà questo gruppo (almeno secondo Pignatti) andrebbe ulteriormente approfondito in quanto certi caratteri di una specie di quando in quando si riscontrano anche nelle altre (numerosità dei capolini o presenza delle lacinie sul picciolo).
Composizione dell'aggregato.
- Jacobaea alpina (L.) Moench
- Jacobaea subalpina (W.D.J.Koch) Pelser & Veldkamp

Visione sinottica dell'aggregato.
- 1A: la base delle foglie medie è molto ottusa oppure è troncata;

Jacobaea alpina (L.) Moench subsp. samnitum (Nyman) Peruzzi - Senecio del Sannio: l'altezza massima della pianta è di 3 - 6 dm; il ciclo biologico è perenne; la forma biologica è emicriptofita scaposa (H scap); il tipo corologico è Endemico; l'habitat tipico sono le radure boschive; in Italia è una specie rara e si trova nell'Appennino centrale e meridionale fino ad una quota tra 500 e 1.800 m s.l.m.. Nella Flora d'Italia questa entità è definita come Jacobaea samnitum (Nyman) B.Nord. & Greuter
- 1B: la base delle foglie medie è cordata;

Jacobaea alpina (L.) Moench subsp. alpina - Senecio alpino: le foglie mediane hanno un picciolo nudo; i fiori ligulati sono da 13 a 16; l'altezza massima della pianta è di 3 - 6 dm; il ciclo biologico è perenne; la forma biologica è emicriptofita scaposa (H scap); il tipo corologico è Endemico / Est Alpico; l'habitat tipico sono le schiarite boschive, le vallecole umide e ombrose in vicinanza delle malghe; in Italia è una specie comune nelle Alpi (più rara sugli Appennini) e si trova fino ad una quota tra 500 e 1.800 m s.l.m..
Jacobaea subalpina (W.D.J.Koch) Pelser & Veldkamp - Senecio subalpino: le foglie mediane hanno un picciolo con diverse lacinie anche lunghe; i fiori ligulati sono più o meno 21; l'altezza massima della pianta è di 3 - 5 dm; il ciclo biologico è perenne; la forma biologica è emicriptofita scaposa (H scap); il tipo corologico è Orofita Sud Est Europeo; l'habitat tipico sono le radure, i boschi e i prati umidi; in Italia è una specie segnalata solamente nel Trentino Alto Adige.

### Complesso diJacobaea maritima
Questo gruppo è caratterizzato da un habitus bianco-tomentoso, foglie profondamente divise (pennatosette) a consistenza grassetta e infiorescenze corimbose ricche di piccoli capolini. La massima diversità si ha nel bacino mediterraneo (per l'Italia è la parte meridionale della penisola e la Sicilia).
Composizione del complesso.
- Jacobaea gibbosa (Guss.) B.Nord. & Greuter
- Jacobaea maritima (L.) Pelser & Meijden
- Jacobaea ambigua (Biv.) Pelser & Veldkamp
- Jacobaea candida (C.Presl) B.Nord. & Greuter

Visione sinottica del complesso.
- 1A: le brattee dell'involucro sono glabre, sono ingrossate alla base;

Jacobaea gibbosa (Guss.) B.Nord. & Greuter - Senecio gibboso: l'altezza massima della pianta è di 3 - 6 dm; il ciclo biologico è perenne; la forma biologica è camefita suffruticosa (Ch suffr); il tipo corologico è Endemico / Centro Mediterraneo; l'habitat tipico sono le rupi marittime; in Italia è una specie molto rara e si trova solamente al Sud.
- 1B: le brattee dell'involucro sono più o meno pelose e sottili;

- 2A: la lamina delle foglie varia da pennato-partita a lobata; l'habitat tipico è quello costiero;

Jacobaea maritima (L.) Pelser & Meijden - Senecio marittimo: l'altezza massima della pianta è di 3 - 10 dm; il ciclo biologico è perenne; la forma biologica è camefita suffruticosa (Ch suffr); il tipo corologico è Ovest Mediterraneo; l'habitat tipico sono le rupi marittime, le vecchie mura e spiagge ciottolose; in Italia è una specie comune lungo le coste Tirreniche e si trova fino ad una quota di 300 m s.l.m..
- 2B: la lamina delle foglie varia da lirato-lobata a lirato-sinuata; l'habitat tipico è quello collinare-montano;

Jacobaea ambigua (Biv.) Pelser & Veldkamp - Senecio ambiguo: la lamina ha una forma lirato-pennato-lobata, è glabra o ragnatelosa; il substrato preferito è vulcanico; l'altezza massima della pianta è di 2 - 6 dm; il ciclo biologico è perenne; la forma biologica è camefita suffruticosa (Ch suffr); il tipo corologico è Endemico Siciliano; l'habitat tipico sono le colate laviche; in Italia è una specie comune solamente in Sicilia e si trova fino ad una quota tra 100 e 1.100 m s.l.m..
Jacobaea candida (C.Presl) B.Nord. & Greuter - Senecio candido: la lamina ha una forma sinuato-lirata, con la pagina superiori grigia; il substrato preferito è calcareo; l'altezza massima della pianta è di 2 - 6 dm; il ciclo biologico è perenne; la forma biologica è camefita suffruticosa (Ch suffr); il tipo corologico è Endemico Siciliano; l'habitat tipico sono le pietraie e ghiaie su calcare; in Italia è una specie rara e si trova solamente in Sicilia fino ad una quota tra 900 e 1.700 m s.l.m..

### Complesso diJacobaea incana
I caratteri del complesso si riassumono in: il portamento è erbaceo perenne con fusti bassi; l'indumento è bianco-tomentoso; i rizomi sono legnosi; le lamine delle foglie facilmente divise. Questo gruppo, molto polimorfo, ha una origine nel Mediterraneo occidentale e una successiva espansione sul sistema alpico-appenninico. L'habitat tipico sono i pascoli d'altitudine con ambienti freddi e umidi, a volte lungamente innevati. 
Composizione del complesso.
- Jacobaea incana (L.) Veldkamp
- Jacobaea insubrica (Chenevard) Galasso & Bartolucci
- Jacobaea carniolica (Willd.) Schrank
- Jacobaea disjuncta (Flatscher, Schneew. & Schönsw.) Galasso & Bartolucci

Visione sinottica del complesso.
- 1A: il picciolo delle foglie basali è breve e i segmenti delle lamine sono ovato-ellittici; gli acheni sono pelosi all'apice;

Jacobaea incana (L.) Veldkamp - Senecio biancheggiante: l'altezza massima della pianta è di 4 - 6 cm; il ciclo biologico è perenne; la forma biologica è emicriptofita scaposa (H scap); il tipo corologico è Endemico Ovest Alpico; l'habitat tipico sono i pascoli alpini su silice; in Italia è una specie rara e si trova nelle Alpi occidentali fino ad una quota tra 1.800 e 2.600 m s.l.m..
- 1B: il picciolo delle foglie basali è allungato; gli acheni sono glabri;

- 2A: la lamina delle foglie basali è più o meno intera (o i lobi sono poco profondi);

Jacobaea insubrica (Chenevard) Galasso & Bartolucci - Senecio insubrico: la lamina delle foglie si restringe bruscamente nel picciolo; l'aspetto della pianta è bianco-tomentoso; l'involucro ha delle brattee esterne; gli acheni sono completamente pelosi; l'altezza massima della pianta è di 4 - 9 cm; il ciclo biologico è perenne; la forma biologica è emicriptofita scaposa (H scap); il tipo corologico è Endemico Alpico; l'habitat tipico sono le fessure delle rocce silicee; in Italia è una specie rara e si trova nelle Alpi orientali fino ad una quota tra 1.800 e 3.150 m s.l.m..
Jacobaea carniolica (Willd.) Schrank - Senecio carniolico: la lamina delle foglie si restringe progressivamente nel picciolo; l'aspetto della pianta è peloso ma ridotto; l'involucro non ha delle brattee esterne; gli acheni glabri; l'altezza massima della pianta è di 7 - 17 cm; il ciclo biologico è perenne; la forma biologica è emicriptofita scaposa (H scap); il tipo corologico è Endemico Est Alpico / Carpatico; l'habitat tipico sono i substrati silicei e pascoli alpini a copertura continua; in Italia è una specie rara e si trova nelle Alpi orientali fino ad una quota tra 1.750 e 3.150 m s.l.m..
- 2B: la lamina delle foglie basali ha dei profondi lobi quasi separati;

Jacobaea disjuncta (Flatscher, Schneew. & Schönsw.) Galasso & Bartolucci - Senecio disgiunto: l'altezza massima della pianta è di 5 - 9 cm; il ciclo biologico è perenne; la forma biologica è emicriptofita scaposa (H scap); il tipo corologico è Endemico Est Alpico; l'habitat tipico è la vegetazione discontinua di ambienti pionieri su silice; in Italia è una specie rara e si trova nelle Alpi orientali fino ad una quota tra 1.870 e 3.080 m s.l.m..

### Complesso diJacobaea erucifolia
Questo gruppo, di elevato polimorfismo, è composto di piante erbacee bienni e perenni di tipo suffruticoso, poco alte (massimo 12 cm), con foglie generalmente pennatifide e superfici verdi o bianco-tomentose, sinflorescenze di capolini in ampi corimbi, involucri con più di 10 brattee (1 - 2 esterne) e acheni lisci o verrucosi. 
Composizione del complesso.
- Jacobaea erucufolia (L.) G.Gaertn., B.Mey. & Scherb.
- Jacobaea lycopifolia (Desf. ex Poir.) Greuter & B.Nord.
- Jacobaea vulgaris G.Gaertn.
- Jacobaea aquatica (Hill) G.Gaertn., B.Mey. & Scherb.
- Jacobaea erratica (Bertol.) Fourr.

Visione sinottica del complesso.
- 1A: le brattee esterne sono 4 -6; gli acheni sono peloso-scabri; il pappo è composto di setole persistenti;

Jacobaea erucufolia (L.) G.Gaertn., B.Mey. & Scherb. - Senecio serpeggiante: il lobo terminale delle foglie è ovato e inciso, e nella metà inferiore delle foglie i segmenti sono divergenti; l'altezza massima della pianta è di 4 - 12 cm; il ciclo biologico è perenne; la forma biologica è emicriptofita scaposa (H scap); il tipo corologico è Eurasiatico; l'habitat tipico sono le zone fangose, i suoli umidi, gli incolti e le radure boschive; in Italia è una specie rara e si trova con discontinuità su tutto il territorio fino ad una quota di 1.000 m s.l.m..
Jacobaea lycopifolia (Desf. ex Poir.) Greuter & B.Nord.: le foglie sono dentate regolarmente senza lobi terminali; l'altezza massima della pianta è di 4 - 12 cm; il ciclo biologico è perenne; la forma biologica è camefita suffruticosa (Ch suffr); il tipo corologico è Endemico Centro Mediterraneo; l'habitat tipico sono gli incolti; in Italia è una specie rara e si trova solamente al Sud fino ad una quota di 600 m s.l.m..
- 1B: le brattee esterne sono 1 - 3; gli acheni del margine sono glabri e il pappo è composto di setole caduche;

- 2A: gli acheni sono lunghi 2 mm e quelli dei fiori tubulosi sono pelosi; le foglie cauline possiedono 5 - 7 paia di lacinie divergenti;

Jacobaea vulgaris G.Gaertn. - Senecio di San Giacomo: l'altezza massima della pianta è di 2 - 6 dm; il ciclo biologico è bienne/perenne; la forma biologica è emicriptofita scaposa (H scap), ma anche emicriptofita bienne (H bienn); il tipo corologico è Paleotemperato; l'habitat tipico sono i prati aridi; in Italia è una specie rara e si trova al Centro fino ad una quota di 1.500 m s.l.m..
- 2B: gli acheni sono lunghi 1,5 mm e quelli dei fiori tubulosi sono più o meno glabri;

Jacobaea aquatica (Hill) G.Gaertn., B.Mey. & Scherb. - Senecio dei rivi: le foglie cauline possiedono 3 - 4 paia di lacinie divergenti; le sinflorescenze sono dei ampi corimbi; l'altezza massima della pianta è di 2 - 6 dm; il ciclo biologico è bienne; la forma biologica è emicriptofita bienne (H bienn); il tipo corologico è Centro Europeo; l'habitat tipico sono i prati umidi torbosi; in Italia è una specie rara e si trova su tutto il territorio fino ad una quota di 800 m s.l.m..
Jacobaea erratica (Bertol.) Fourr. - Senecio dei fossi: le foglie cauline possiedono 1 - 2 paia di lacinie divergenti; le sinflorescenze sono dei stretti corimbi; l'altezza massima della pianta è di 4 - 8 dm; il ciclo biologico è bienne; la forma biologica è emicriptofita bienne (H bienn); il tipo corologico è Centro Europeo / Sub-Mediterraneo; l'habitat tipico sono i luoghi umidi e ombrosi; in Italia è una specie comune e si trova su tutto il territorio fino ad una quota di 1.500 m s.l.m..

## Zona alpina
Della ventina di specie spontanee della flora italiana più della metà vivono sull'arco alpino. La tabella seguente mette in evidenza alcuni dati relativi all'habitat, al substrato e alla distribuzione delle specie alpine.
| Specie | Comunità vegetali | Piani vegetazionali | Substrato  | pH     | Livello trofico | H2O     | Ambiente             | Zona alpina                        |
| --- | ----------------- | ------------------- | ---------- | ------ | --------------- | ------- | -------------------- | ---------------------------------- |
| J. abrotanifolia | 10                | alpino subalpino    | Ca – Si    | neutro | medio           | secco   | G1 H2                | soprattutto parte centro-orientale |
| J. alpina | 5                 | subalpino           | Ca/Si – Si | basico | alto            | umido   | C4 D1 G2 H1          | soprattutto parte centro-orientale |
| J. aquatica | 11                | collinare           | Ca – Ca/Si | neutro | alto            | umido   | A4 E1 F3             | CN VC NO VA SO BGVC BL             |
| J. erratica | 11                | collinare           | Si         | acido  | alto            | umido   | A4 C5 D2 F3 G2 I2    | più o meno tutto l'arco alpino     |
| J. erucifolia | 5                 | montano collinare   | Ca – Ca/Si | basico | medio           | secco   | B1 F2 F3 F6          | più o meno tutto l'arco alpino     |
| J. incana (s.l.) | 10                | alpino subalpino    | Si         | acido  | basso           | secco   | C2 C3 F4 F5 G1       | tutto l'arco alpino                |
| J. maritima | 3                 | collinare           | Ca         | basico | medio           | secco   | B9 C2                | IM                                 |
| J. paludosa | 6                 | collinare           | Ca – Si    | neutro | medio           | bagnato | A3 B5 F3 I1          | CO BG BS TN TV PN BZ BL UD         |
| J. persoonii | 3                 | subalpino           | Ca/Si – Si | acido  | basso           | arido   | C2                   | CN                                 |
| J. subalpina | 11                | subalpino montano   | Ca – Si    | neutro | alto            | umido   | C4 C5 C6 D2 F3 G2 I1 | UD?                                |
| J. uniflora | 10                | alpino              | Si         | acido  | basso           | secco   | C2 C3 F5             | TO AO VC NO                        |
| J. vulgaris | 11                | montano collinare   | Ca - Si    | neutro | medio           | medio   | C2 F2 F3 F7 G4       | più o meno tutto l'arco alpino     |
| Legenda e note alla tabella. Substrato con “Ca/Si” si intendono rocce di carattere intermedio (calcari silicei e simili); vengono prese in considerazione solo le zone alpine del territorio italiano (sono indicate le sigle delle province). Comunità vegetali: 3 = comunità delle fessure, delle rupi e dei ghiaioni; 5 = comunità perenni nitrofile; 6 = comunità delle megaforbie acquatiche; 10 = comunità delle praterie rase dei piani subalpino e alpino con dominanza di emicriptofite; 11 = comunità delle macro- e megaforbie terrestri Ambienti: A3 = ambienti acquatici come rive, stagni, fossi e paludi; A4 = ambienti umidi, temporaneamente inondati o a umidità variabile; B1 = campi, colture e incolti; B5 = rive, vicinanze corsi d'acqua; B9 = coltivi umani; C2 = rupi, muri e ripari sotto roccia; C3 = ghiaioni, morene e pietraie; C4 = campi solcati; C5 = cave di ghiaia e pietra; C6 = schiarite di boschi e strade forestali; D1 = sorgenti e cadute d'acqua; D2 = bordi dei ruscelli; E1 = paludi e torbiere basse; F2 = praterie rase, prati e pascoli dal piano collinare al subalpino; F3 = prati e pascoli mesofili e igrofili; F4 = prati e praterie magre rase; F5 = praterie rase subalpine e alpine; F6 = vallette nivali; F7 = margini erbacei dei boschi; G1 = lande e popolamenti a lavanda; G2 = praterie rase dal piano collinare a quello alpino; H1 = ontaneti verdi, saliceti subalpini; H2 = boscaglie di pini montani; I1 = boschi di conifere; I2 = boschi di latifoglie |                   |                     |            |        |                 |         |                      |                                    |